# Clovis Nicolas
Clovis Nicolas (* 13. März 1973 in Abidjan) ist ein französischer Jazz-Kontrabassist.

## Leben
Clovis Nicolas hatte klassischen Kontrabass-Unterricht auf dem Konservatorium in Avignon bei Joseph Fabre. Unter dem Eindruck von Charlie Parkers Dial Sessions kam er zum Jazz; erste Erfahrungen als professioneller Musiker sammelte er auf Tourneen mit dem Altsaxophonisten Peter King, ferner bei Ted Curson und Laurent de Wilde. Nach Abschluss am Konservatorium Marseilles 1996 zog er nach Paris und arbeitete u. a. mit Stéphane Belmondo, Baptiste Trotignon, Brad Mehldau, Michele Hendricks, Stefano Di Battista, Dee Dee Bridgewater und Aldo Romano. 2002 zog er nach New York, wo er an der Juilliard School Bass bei Ron Carter studierte; außerdem hatte er Privatunterricht in Komposition bei Ben Wolfe, Peter Washington und Kendall Briggs. Er arbeitet seitdem als freischaffender Bassist in New York, u. a. im Carlos Abadie 5tet, dem Anderson Twins Sextet und Octet, Samora Pinderhughes und Laurent Courthaliac. Nicolas wirkte von 1998 bis 2018 bei 24 Aufnahmesessions mit, u. a. bei Aufnahmen von Josh Brown, Baptiste Trotignon (Sightseeing)´und Dmitry Baevsky (Some Other Spring). Auch war er an Lionel Belmondos Album Hymne au Soleil beteiligt, das mit drei Grammy Awards ausgezeichnet wurde. Zu hören ist er auch auf dem Uptown-Jazz-Tentet-Album What’s Next (2021).

## Diskographische Hinweise
- Nine Stories (Sunnyside, 2012), mit Riley Mulherkar, Luca Stoll, Tadataka Unno,  Alex Wintz, Jimmy MacBride
- Freedom Suite Ensuite (Sunnyside, 2016), mit Btandon Le, Bruce Harris, Grant Stewart, Kenny Washington
- Autoportrait (Sunnyside, 2021) solo